# Critics' Choice Television Award de la meilleure actrice dans une série télévisée comique

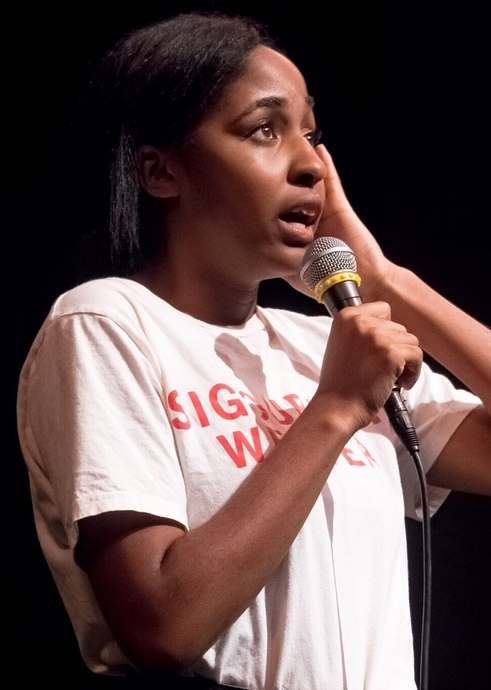
Ayo Edebiri, gagnante du Critics' Choice Television Award de 2024.

Le Critics' Choice Television Award de la meilleure actrice dans une série télévisée comique (Critics' Choice Television Award for Best Actress in a Comedy Series) est l'une des récompenses décernées aux professionnels de l'industrie du cinéma par le jury de la Broadcast Television Journalists Association depuis 2011.

## Palmarès

### Années 2010
- 2011 : Tina Fey pour le rôle de Liz Lemon dans 30 Rock
  - Courteney Cox pour le rôle de Jules Cobb dans Cougar Town
  - Edie Falco pour le rôle de Jackie Peyton dans Nurse Jackie
  - Patricia Heaton pour le rôle de Frankie Heck dans The Middle
  - Martha Plimpton pour le rôle de Virginia Chance dans Raising Hope
  - Amy Poehler pour le rôle de Leslie Knope dans Parks and Recreation

- 2012 : (ex æquo)
  - Zooey Deschanel pour le rôle de Jessica Day dans New Girl
  - Amy Poehler pour le rôle de Leslie Knope dans Parks and Recreation
    - Lena Dunham pour le rôle de Hannah Horvath dans Girls
    - Julia Louis-Dreyfus pour le rôle de Selina Meyer dans Veep
    - Martha Plimpton pour le rôle de Virginia Chance dans Raising Hope
    - Ashley Rickards pour le rôle de Jenna Hamilton dans Awkward

- 2013 : Julia Louis-Dreyfus pour le rôle de Selina Meyer dans Veep
  - Zooey Deschanel pour le rôle de Jessica Day dans New Girl
  - Lena Dunham pour le rôle de Hannah Horvath dans Girls
  - Sutton Foster pour le rôle de Michelle Simms dans Bunheads
  - Laura Dern pour le rôle d'Amy Jellicoe dans Enlightened
  - Amy Poehler pour le rôle de Leslie Knope dans Parks and Recreation

- 2014 : Julia Louis-Dreyfus pour le rôle de Selina Meyer dans Veep
  - Ilana Glazer pour le rôle d'Ilana Wexler dans Broad City
  - Wendi McLendon-Covey pour le rôle de Beverly Goldberg dans The Goldbergs
  - Amy Poehler pour le rôle de Leslie Knope dans Parks and Recreation
  - Emmy Rossum pour le rôle de Fiona Gallagher dans Shameless
  - Amy Schumer pour son propre rôle dans Inside Amy Schumer

- 2015 : Amy Schumer pour son propre rôle et plusieurs personnages dans Inside Amy Schumer
  - Ilana Glazer pour le rôle d'Ilana Wexler dans Broad City
  - Lisa Kudrow pour le rôle de Valerie Cherish dans Mon comeback (The Comeback)
  - Julia Louis-Dreyfus pour le rôle de Selina Meyer dans Veep
  - Gina Rodriguez pour le rôle de Jane Gloriana Villanueva dans Jane the Virgin

- - Constance Wu pour le rôle de Jessica Huang dans Bienvenue chez les Huang (Fresh Off the Boat)
- 2016 : Rachel Bloom pour le rôle de Rebecca Nora Bunch dans Crazy Ex-Girlfriend
  - Aya Cash pour le rôle de Gretchen Cutler dans You're the Worst
  - Wendi McLendon-Covey pour le rôle de Beverly Goldberg dans Les Goldberg (The Goldbergs)
  - Gina Rodriguez pour le rôle de Jane Gloriana Villanueva dans Jane the Virgin
  - Tracee Ellis Ross pour le rôle du Dr Rainbow "Bow" Johnson dans Black-ish
  - Constance Wu pour le rôle de Jessica Huang dans Bienvenue chez les Huang (Fresh Off the Boat)

- 2016 : Kate McKinnon pour le rôle de plusieurs personnages dans Saturday Night Live
  - Ellie Kemper pour le rôle de Kimmy Schmidt dans Unbreakable Kimmy Schmidt
  - Julia Louis-Dreyfus pour le rôle de Selina Meyer dans Veep
  - Tracee Ellis Ross pour le rôle du Dr Rainbow "Bow" Johnson dans Black-ish
  - Phoebe Waller-Bridge pour le rôle de Fleabag dans Fleabag
  - Constance Wu pour le rôle de Jessca Huang dans Bienvenue chez les Huang (Fresh Off the Boat)

- 2018 : Rachel Brosnahan pour le rôle de Miriam "Midge" Maisel dans Mme Maisel, femme fabuleuse (The Marvelous Mrs. Maisel)
  - Kristen Bell pour le rôle d'Eleanor Shellstrop dans The Good Place
  - Alison Brie pour le rôle de Ruth "Zoya the Destroya" Wilder dans GLOW
  - Sutton Foster pour le rôle de Liza Miller dans Younger
  - Ellie Kemper pour le rôle de Kimmy Schmidt dans Unbreakable Kimmy Schmidt
  - Constance Wu pour le rôle de Jessica Huang dans Bienvenue chez les Huang (Fresh Off the Boat)

- 2019 : Phoebe Waller-Bridge pour le rôle de Fleabag dans Fleabag
  - Christina Applegate pour le rôle de Jen Harding dans Dead to Me
  - Alison Brie pour le rôle de Ruth « Zoya the Destroyer » Wilder dans GLOW
  - Rachel Brosnahan pour le rôle de Miriam « Midge » Maisel dans Mme Maisel, femme fabuleuse (The Marvelous Mrs. Maisel)
  - Kirsten Dunst pour le rôle de Krystal Stubbs dans On Becoming a God in Central Florida
  - Julia Louis-Dreyfus pour le rôle de Selina Meyer dans Veep
  - Catherine O'Hara pour le rôle de Moira Rose dans Schitt's Creek

### Années 2020
- 2020 : Phoebe Waller-Bridge pour le rôle de Fleabag dans Fleabag
  - Christina Applegate pour le rôle de Jen Harding dans Dead to Me
  - Alison Brie pour le rôle de Ruth « Zoya the Destroyer » Wilder dans GLOW
  - Rachel Brosnahan pour le rôle de Miriam « Midge » Maisel dans Mme Maisel, femme fabuleuse (The Marvelous Mrs. Maisel)
  - Kirsten Dunst pour le rôle de Krystal Stubbs dans On Becoming a God in Central Florida
  - Julia Louis-Dreyfus pour le rôle de Selina Meyer dans Veep
  - Catherine O'Hara pour le rôle de Moira Rose dans Schitt's Creek

- 2021 : Catherine O'Hara pour le rôle de Moira Rose dans Bienvenue à Schitt's Creek (Schitt's Creek)
  - Pamela Adlon pour le rôle de Sam Fox dans Better Things
  - Christina Applegate pour le rôle de Jen Harding dans Dead to Me
  - Kaley Cuoco pour le rôle de Cassie Bowden dans The Flight Attendant
  - Natasia Demetriou pour le rôle de Nadja dans What We Do in the Shadows
  - Issa Rae pour le rôle d'Issa Dee dans Insecure

- 2022 : Jean Smart – Hacks
  - Elle Fanning – The Great
  - Renée Elise Goldsberry – Girls5eva
  - Selena Gomez – Only Murders in the Building
  - Sandra Oh – Directrice
  - Issa Rae – Insecure

- 2023 : Jean Smart – Hacks
  - Christina Applegate – Dead to Me
  - Quinta Brunson – Abbott Elementary
  - Kaley Cuoco – The Flight Attendant
  - Renée Elise Goldsberry – Girls5eva
  - Devery Jacobs – Reservation Dogs

- 2024 : Ayo Edebiri pour le rôle de Richard "Richie" Jerimovich dans The Bear
  - Rachel Brosnahan pour le rôle de Miriam "Midge" Maisel dans La Fabuleuse Madame Maisel (The Marvelous Mrs. Maisel)
  - Quinta Brunson pour le rôle de Janine Teagues Abbott Elementary
  - Bridget Everett pour le rôle de Sam dans Somebody Somewhere
  - Devery Jacobs pour le rôle de Elora Danan Postoak dans Reservation Dogs
  - Natasha Lyonne pour le rôle de Charlie Cale dans Poker Face

- 2025 : Jean Smart pour le rôle de Deborah Vance dans Hacks
  - Kristen Bell pour le rôle de Joanne dans Nobody Wants This
  - Quinta Brunson pour le rôle de Janine Teagues dans Abbott Elementary
  - Natasia Demetriou pour le rôle de Nadja dans What We Do in the Shadows
  - Bridget Everett pour le rôle de Sam dans Somebody Somewhere
  - Kristen Wiig pour le rôle de Maxine Simmons dans Palm Royale

## Statistiques

### Récompenses multiples
2 : Julia Louis-Dreyfus

### Nominations multiples
5 : Julia Louis-Dreyfus
4 : Amy Poehler, Constance Wu
2 : Zooey Deschanel, Lena Dunham, Tracee Ellis Ross, Ilana Glazer, Ellie Kemper, Wendi McLendon-Covey, Martha Plimpton, Gina Rodriguez, Amy Schumer